# Abies vasconcellosiana
Abies vasconcellosiana là một loài thực vật hạt trần trong họ Pinaceae. Loài này được Franco mô tả khoa học đầu tiên năm 1946.